# Habronyx sulcator
Habronyx sulcator là một loài tò vò trong họ Ichneumonidae.